# 144号線 (チェコ)
チェコ国鉄144号線、別名ノヴェー・セドロ・ウ・ロクテ～ロケット線（チェコ語;Železniční trať Nové Sedlo u Lokte – Loket）は、チェコ国鉄の鉄道線の名称である。本頁では、144号線の一部として案内されているホドフ～ノヴァー・ロレ線（チェコ語;Železniční trať Chodov – Nová Role）についても記述する。
オーストリア地方鉄道の路線として、1877年にノヴェー・セドロ・ウ・ロクテ～ロケット間が、1881年にホドフ～ノヴェー・ロレ間が開業した。その後帝立王立国有鉄道に移管され、1901年にロケット～ロケット郊外駅が開業した。事実上、ロケットへのアクセス路線である。

## 運行形態

### 普通
基本は、ノヴェー・セドロ～ロケット間の区間運転で、1～2時間間隔で運行する。ノヴェー・セドロで140号線のカルロヴィ・ヴァリ方面普通に接続するが、接続便が無い場合はホドフ発着で運行し、140号線のプラハ方面特急と接続する。
　上記のうち、平日のみ一日2往復はノヴェー・セドロ～ノヴァー・ロレ間を延長運転する。ノヴァー・ロレでは、上下とも、142号線のネイデク方面発カルロヴィ・ヴァリ行の列車と接続する。この他、140号線のカルロヴィ・ヴァリやホムトフに乗り入れる便も平日片道2本（北行）、休日1往復運行される。
2024年度以前は、平日の一日4往復、休日の一日1往復がロケット郊外駅まで乗り入れていた。

### 過去の運行種別
- 快速「スピェシニー(Sp)」
  -  ロケット - カルロヴィヴァリ下駅　【夏季、年2日運行】
2020年に、ロケット - カルロヴィヴァリ下駅間ノンストップで、年3日の運行した。ノヴェー・セドロから140号線、142号線に直通していた。
2022年より、は年2日運行となった。
 2023年限りで運行休止。

## 駅一覧
以下では、チェコ国鉄144号線の駅と営業キロ、停車列車、接続路線などを一覧表で示す。なお、全て各駅停車である。ロケット - ロケット郊外間は、2024年12月以降旅客列車が運行していない。
| 路線名 | 駅名                           | 駅間営業キロ | 累計営業キロ      | 累計営業キロ   | 接続路線 | 所在地               | 所在地               |
| ------ | ------------------------------ | ------------ | ----------------- | -------------- | -------- | -------------------- | -------------------- |
| 144    | ロケット郊外駅                 | -            | 赤イェズから 14.5 | ホドフから 6.3 |          | カルロヴィ・ヴァリ州 | ソコロフ郡           |
| 144    | ロケット駅                     | 0.7          | 赤イェズから 15.2 | ホドフから 5.6 |          | カルロヴィ・ヴァリ州 | ソコロフ郡           |
| 144    | ロウチキ駅                     | 2.1          | 17.3              | 3.5            |          | カルロヴィ・ヴァリ州 | ソコロフ郡           |
| 144    | ノヴェー・セドロ・ウ・ロクテ駅 | 1.3          | 18.6              | 2.2            | 140号線  | カルロヴィ・ヴァリ州 | ソコロフ郡           |
| 144    | ホドフ駅                       | 2.2          | 20.8              | 0.0            | 140号線  | カルロヴィ・ヴァリ州 | ソコロフ郡           |
| 144    | ミーロヴァー駅                 | 2.1          | 22.9              | 2.1            |          | カルロヴィ・ヴァリ州 | カルロヴィ・ヴァリ郡 |
| 144    | ボジチャニ駅                   | 2.1          | 25.0              | 4.2            |          | カルロヴィ・ヴァリ州 | カルロヴィ・ヴァリ郡 |
| 144    | ノヴァー・ロレ駅               | 2.0          | 27.0              | 6.2            | 142号線  | カルロヴィ・ヴァリ州 | カルロヴィ・ヴァリ郡 |